# Erwin Mateja
Erwin Werner Mateja (ur. 1 stycznia 1958 w Szczedrzyku) – dr hab. nauk teologicznych, polski duchowny katolicki.
Specjalizuje się w liturgice. Pełni funkcję dyrektora Instytutu Liturgii, Muzyki i Sztuki Sakralnej w Katedrze Liturgiki i Hagiografii Wydziału Teologicznego Uniwersytetu Opolskiego. Członek Komisji ds. Kultu Bożego i Dyscypliny Sakramentów Episkopatu Polski.
Od 1993 r. do 2008 był dyrektorem Centrum Kultury i Nauki WT UO w Kamieniu Śląskim. 

## Wybrane publikacje
- Fons et culmen. Liturgiczna działalność ks. Wacława Schenka (1913-1982) (1997)
- Niedziela w społeczeństwie pluralistycznym (wraz z Rudolfem Pierskałą, 2001)
- Jubileusz uczy. 900. – lecie Kamienia Śląskiego (2005)
- Śląski kalendarz liturgiczny świętych. Geneza i rozwój od czasów reformy papieża Piusa X (2006)